# Дубовский, Вадим Владимирович
Вади́м Влади́мирович Дубо́вский (укр. Вадим Володимирович Дубовський; род. 21 апреля 1964 года, Донецк) — украинский и американский певец и актёр. В 2014 году прославился как «поющий дальнобойщик» — автор и исполнитель украинских романсов и собственных сатирических куплетов — политических песен-памфлетов на мелодии советских песен. Солист ансамбля «Чикагские казаки». Не являясь профессиональным актёром, снимается в кино у режиссёра Сергея Лозницы. Второй фильм с его участием, «Донбасс», в 2018 году получил приз на Каннском кинофестивале.

## Биография
Родился в Донецке, где жил до 11-летнего возраста. Затем семья переехала в Миллеровский район Ростовской области и через полтора года — в Киев.
Учился в Киевской средней специализированной музыкальной школе-интернате им. Н. В. Лысенко. В 1991 году окончил Киевский педагогический институт имени А. М. Горького, музыкально-педагогический факультет.
По образованию пианист.
Ещё будучи студентом стал профессиональным артистом. Творческую карьеру начинал в Академической мужской хоровой капелле Украины имени Л. Н. Ревуцкого, в составе которой гастролировал в Польше, Бельгии и Англии.
В 1991 году Вадим Дубовский поступил в Киевскую консерваторию (оперный вокал, класс н. а. Украины и Молдовы В. Н. Курина), которую закончил в 1996 году.
В 1993—2002 гг. служил в Национальной заслуженной академической капелле Украины «Думка». За девять лет в составе капеллы Вадим Дубовский более 40 раз гастролировал во Франции, Италии, Великобритании, Испании, Дании, Швейцарии, Люксембурге, Бельгии, Австрии, Польше, Нидерландах и Германии. Неоднократно гастролировал в США, куда в 2002 году переехал на постоянное место жительства.
С 2004 по 2007 год работал ведущим и звукорежиссёром на украинском радио в Чикаго.
В 2010 году получил американское гражданство.
После прекращения финансирования радиостанции стал водителем школьного автобуса, с 2011 года — большегрузного автомобиля, «дальнобойщиком».
.

## Творчество

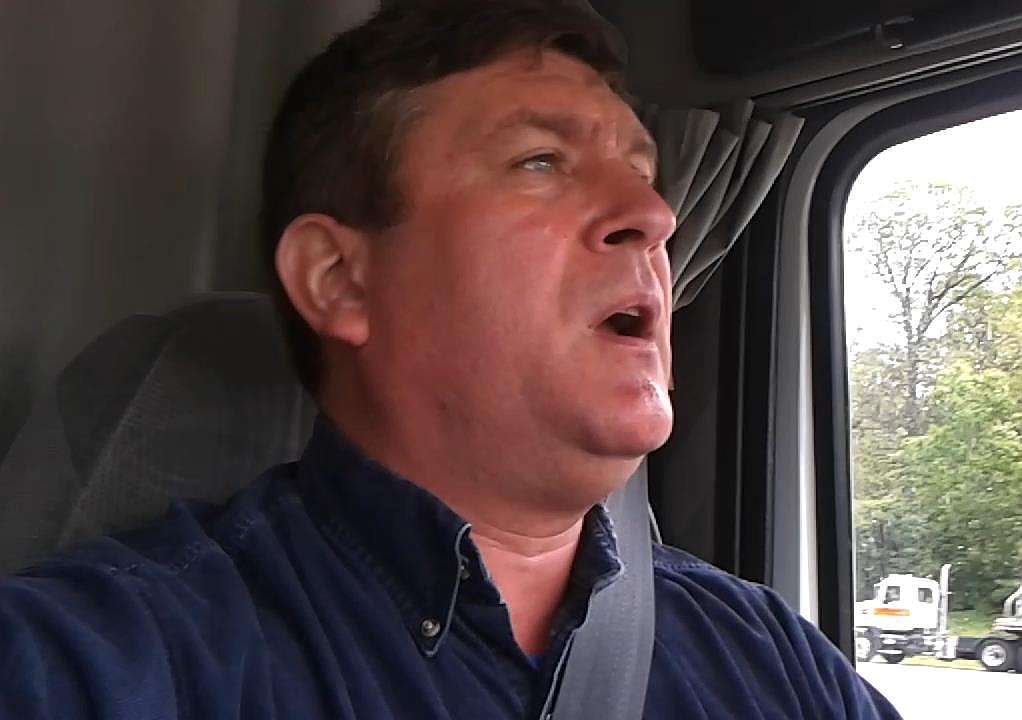
Вадим Дубовский за рулём движущегося автомобиля исполняет украинскую народную песню «Місяць на небі»

В 2009 году в США стал участником вокального ансамбля Собора св. Владимира и Ольги в Чикаго.
В 2014 году, после аннексии Крыма и вооружённого конфликта на востоке Украины прославился как «поющий дальнобойщик» — автор и исполнитель в YouTube украинских народных песен и песен протеста, в большинстве — сатирических, в том числе с ненормативной лексикой, на мелодии советских гимна и песен. Предметом сатиры многих его произведений является Владимир Путин. Все свои тексты Вадим Дубовский пишет сам, записывает с помощью смартфона за рулём и публикует в сети Интернет.
Все поступления от публикаций в Интернете передаёт в благотворительный «Фонд захисту героїв» (укр.) в церкви святого Иосифа, созданном украинцами Чикаго, и в компанию «Міст-Карпати», которая занималась отправкой посылок на передовую.
С 2020 года Вадим Дубовский осуществляет проект, который появился в связи с карантином во время глобальной пандемии ковида: совместные дуэты с исполнителями со всех частей света. Например, вместе с певицей Натальей Боданской (США) исполнили дуэт Одарки и Карася из оперы Гулак-Артемовского «Запорожец за Дунаем», в дуэте «Дзвенить у зорях небо чисте („Як надійшла любов“)» (укр.) (музыка А. Билаша, слова Д. Павлычко) партию сопрано исполнила Елена Червинчук (Италия), а знаменитую «Черемшину» — с Дарьей Ивойловой с Камчатки.